# إبراهيم وحيد حسن
إبراهيم وحيد حسن مواليد 15 نوفمبر 1995 في المالديف، هو لاعب كرة قدم مالديفي. يجيد اللعب في مركز الوسط.

## المسيرة الاحترافية

### أندية لعب لها
- نادي نيو راديانت

## روابط خارجية
- إبراهيم وحيد حسن على موقع قاعدة بيانات كرة القدم.إي يو (الإنجليزية)
- إبراهيم وحيد حسن على موقع ناشيونال فوتبول تيمز (الإنجليزية)
- إبراهيم وحيد حسن على موقع Soccerway.com (الإنجليزية)
- إبراهيم وحيد حسن على موقع عالم كرة القدم.نت (الإنجليزية)